# Rø
Rø är en by på Bornholm i Danmark. Den ligger i Bornholms regionkommun och Region Hovedstaden.
Antalet invånare var 2007 181.. Byn är därmed för liten för att vara en tätort. Närmaste större samhälle är Rønne, 17 km sydväst om Rø. 